# Verlobungsanzeige
Verlobungsanzeige bezeichnet die schriftliche Bekanntgabe einer Verlobung. Das Verlöbnis wird in christlich-abendländischen Kulturen traditionell von den Eltern angezeigt. Hierbei wird meist eine geklappte Karte von innen bedruckt, wobei die Brauteltern links und die Eltern des Bräutigams rechts anzeigen. Diese Vorgehensweise gilt inzwischen auch in konservativen Kreisen als veraltet und die Verlobten geben im eigenen Namen Nachricht von ihrer Verlobung.